# フンドーキン醤油
フンドーキン醬油株式会社（フンドーキンしょうゆ）は、大分県臼杵市に本社を置く調味料の製造メーカーである。

## 概要
社名は、醤油や味噌の重さを量る際に使用した分銅と、会社を設立した小手川金次郎の「金」に由来する。トレードマークは、左右対称で表裏がないことから、企業の確かさ、製品の正直さを意味している。企業理念は「継続は力なり」。
醤油・味噌・サラダドレッシング・ポン酢・柚子胡椒の生産量は九州第1位である。醤油は全国8位の生産量であり、麦味噌の生産量は日本一である。関西・中国・四国地方などでは商品が置かれているところは少ないものの、やしきたかじんが自分の番組で高く評価して広めた関係で名前が知られている。関東地方では醤油が販売されていることは少ないものの、サラダドレッシングや柚子胡椒などは品揃えがある場合も多い。味覚センサーをいち早く導入した企業としても知られる。
グループ会社である大分醤油協業組合工場内に、世界最大級の巨大な木樽がある。木樽は、高さ9メートル、直径9メートル、容量540キロリットル（1リットルで54万本分）あり、2008年（平成20年）にギネスブックの認定を受けた。

## 沿革
- 1861年（文久元年）9月 - 大分県臼杵市に醤油・味噌の製造・販売を目的として創業
- 1931年（昭和 6年）6月 - 合資会社小手川商店に改組
- 1939年（昭和14年）5月 - 登録商標をフンドーキンと改名
- 1950年（昭和25年）1月 - 小手川醤油合資会社に変更
- 1952年（昭和27年）6月 - 小手川醤油株式会社に改組
- 1955年（昭和30年）12月 - フンドーキン食品科学研究所新築落成
- 1961年（昭和36年）1月 - 東西運輸株式会社を設立して、輸送部門を独立
- 1967年（昭和42年）1月 - フンドーキン醬油株式会社に社名を変更
- 1968年（昭和43年）11月 - 業界で初めて防腐剤無添加の味噌「純正」を発売
- 1971年（昭和46年）
  - 2月 - 防腐剤無添加の本醸造醤油「ゴールデン紫」を発売
  - 11月 - 九味食品株式会社を設立し全国有名みそ等食品卸売販売を開始
- 1977年（昭和52年）1月 - 大分醤油協業組合醤油工場が新築落成
- 1986年（昭和61年）7月 - 大分みそ協業組合味噌工場が新築落成
- 1987年（昭和62年）10月 - 生物科学研究所新築落成
- 1996年（平成8年）4月 - ドレッシング工場増設
- 1999年（平成11年）5月 - 臼杵市井村にドレッシング新工場が完成
- 2002年（平成14年）12月 - 世界一の木製醸造樽設置

## 主な商品

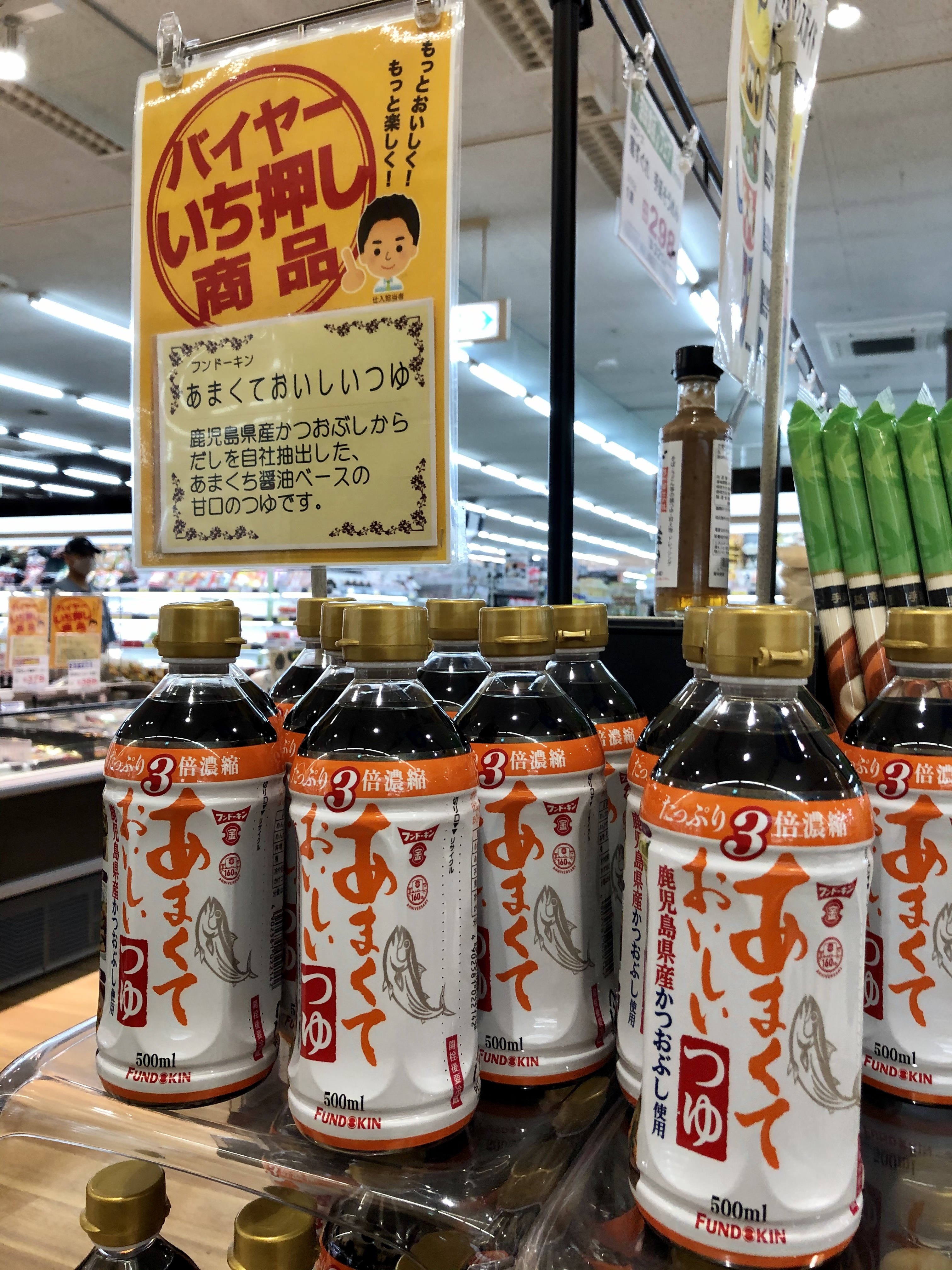
3倍濃縮のめんつゆ「あまくておいしいつゆ」

### 醤油
- ゴールデン紫（こいくち）
- ゴールデン紫あまくち（こいくち）
- 紅本醸造あまくち（こいくち）
- 和紫（こいくち）
- さしみしょうゆ（こいくち）
- あまくちさしみしょうゆ（こいくち）
- 花嫁 OHあまくち（こいくち）
- うすくち
- うす紫（うすくち）
- 豊後乃国臼杵八本木樽（こいくち）
- 世界一木樽醤油（こいくち）
- 有機丸大豆醤油（こいくち・うすくち）
- 懐古味物語 木樽しょうゆ（こいくち）
- かつおしょうゆ
- 白だし

### 味噌
- 生きてるシリーズ
- おふくろあわせ
- ただいま呼吸中
- 九州の麦みそ
- 九州そだちシリーズ
- こだわりの逸品

### ドレッシング
- とろとろパンプキンドレッシング
- こいうまセサミドレッシング
- とろふわコーンドレッシング
- とろうまオニオンドレッシング
- 和風ドレッシング
- 梅しそドレッシング
- ごまドレッシング
- すてきサラダドレッシング
- ピュアメイドドレッシング
- 生きゃべつドレッシング
- かぼすドレッシング

### 調味料
- 焼肉のたれ（中辛・甘口）
- 麺つゆストレート（うまくち・あまくち・しそ風味）
- 柚子こしょう
- からし酢みそ
- とんかつソース
- チキン南蛮の秘密（チキン南蛮のたれ）
- 煮魚のたれ
- おでんだし
- 鍋スープシリーズ
- もろみ
- ゆずぽん酢
- 大分特産かぼすぽん酢
- かぼす果汁
- すし酢
- らっきょう酢
- 料理酒（一般食品扱い）
- みりん風調味料

## CM
主に九州ローカルながら、非常に独創的でインパクトのあるCMを制作することでも有名。特に2000年（平成12年）にはフランスの俳優、ジャン・レノを起用し、話題を呼んだ。シリーズ名は「ジャン・レノ氏の3日間の恋」。共演はモデル・俳優の秋桜子（こすもすこ）。このCMは首都圏でも放映され、社団法人全日本シーエム放送連盟（ACC）の2000年「第40回 ACC CM FESTIVAL」テレビCM部門で金賞を受賞した。
2010年には「愛する人へ」と題し、漫画家の水木しげる夫妻らが出演する創業150周年記念の企業イメージCMが制作・放映された。BGMは、ハナレグミがカバーした「空に星があるように」。
2014年度のCM「FUN」は「失敗を楽しもう」というコンセプトの下、子供や料理初心者が料理をして起きたハプニング集をCMとしており、これは2015年アジア広告協会連盟広告祭フィルム部門で銀賞を受賞した。

### CMに出演した人物
- 小松政夫（福岡県出身。「ながーい目で見てください」のギャグはCM出演当時のキャッチコピーにもなった。また、レギュラー出演していた『みごろ!たべごろ!笑いごろ!』で小松が演じたキャラクター「政太郎」に扮したバージョンもあった）
- 定岡正二（鹿児島県出身。出演当時は読売ジャイアンツ投手）
- 八千草薫
- 谷亮子（福岡県出身。出演当時は旧姓の田村亮子）
- ジャン・レノ、秋桜子

### 「愛する人へ」シリーズ
- 岩下志麻
- 荻野さん（社員）夫妻
- 「巨人の星」星一家（明子の声・白石冬美）
- 久世朋子（久世光彦夫人）
- 小手川社長夫妻
- 澤田理絵（視覚障害を持つソプラノ歌手）
- 中畑清夫妻
- 日本文理大学（チアリーディング部「BRAVES」、学食スタッフ）
- 水木しげる・武良布枝夫妻
- 向田和子（向田邦子の妹）
- 横田真一・穴井夕子夫妻（穴井は大分県出身）

## 協賛事業
- フンドーキンレディース（2010-12年までは日本女子プロゴルフ協会のレギュラーツアー、2013年からは2部戦のステップアップツアーとして開催）